# Pac-Man Pinball Advance
Pac-Man Pinball Advance is een flipperspel ontwikkeld door Human Soft en uitgegeven door Namco voor de Game Boy Advance. Het werd uitgebracht in de Verenigde Staten op 2 mei 2005 en in Europa op 19 augustus 2005. Het spel is een spin-off van de Pac-Man-serie.
Het spel kreeg over het algemeen negatieve beoordelingen van critici, die vonden dat de gameplay-mogelijkheden gelimiteerd waren.

## Gameplay
Het spel heeft twee flipperkasten om op te spelen, en beide bevatten Pac-Man gerelateerde thema's.
Pac-Man is de bal en verzamelt ook in dit spel weer pellets. 
Net als in de meeste andere Pac-Man-spellen, zijn er vier geesten die op de flipperkast rondlopen. Zodra Pac-Man een Power Pellet eet kan hij de geesten opeten.
Het verhaal van het spel gaat over dat alle inwoners van Pac-Land ontvoerd zijn door vier geesten, Blinky, Pinky, Inky, en Clyde. Het verhaal is echter erg mager, aangezien de focus van het spel op de gameplay ligt, en het verhaal grotendeels alleen bestaat om uit te leggen wat Pac-Man te zoeken heeft op een flipperkast. 
Het spel bevat geen high-score-tafel

## Geannuleerd vervolg
Een vervolg genaamd Super Pac-Man Pinball voor de Nintendo DS door Rubik Interactive (nu Zen Studios) stond gepland voor release in de herfst van 2005. Een reden voor het annuleren is onbekend.